# 费歇尔投影式

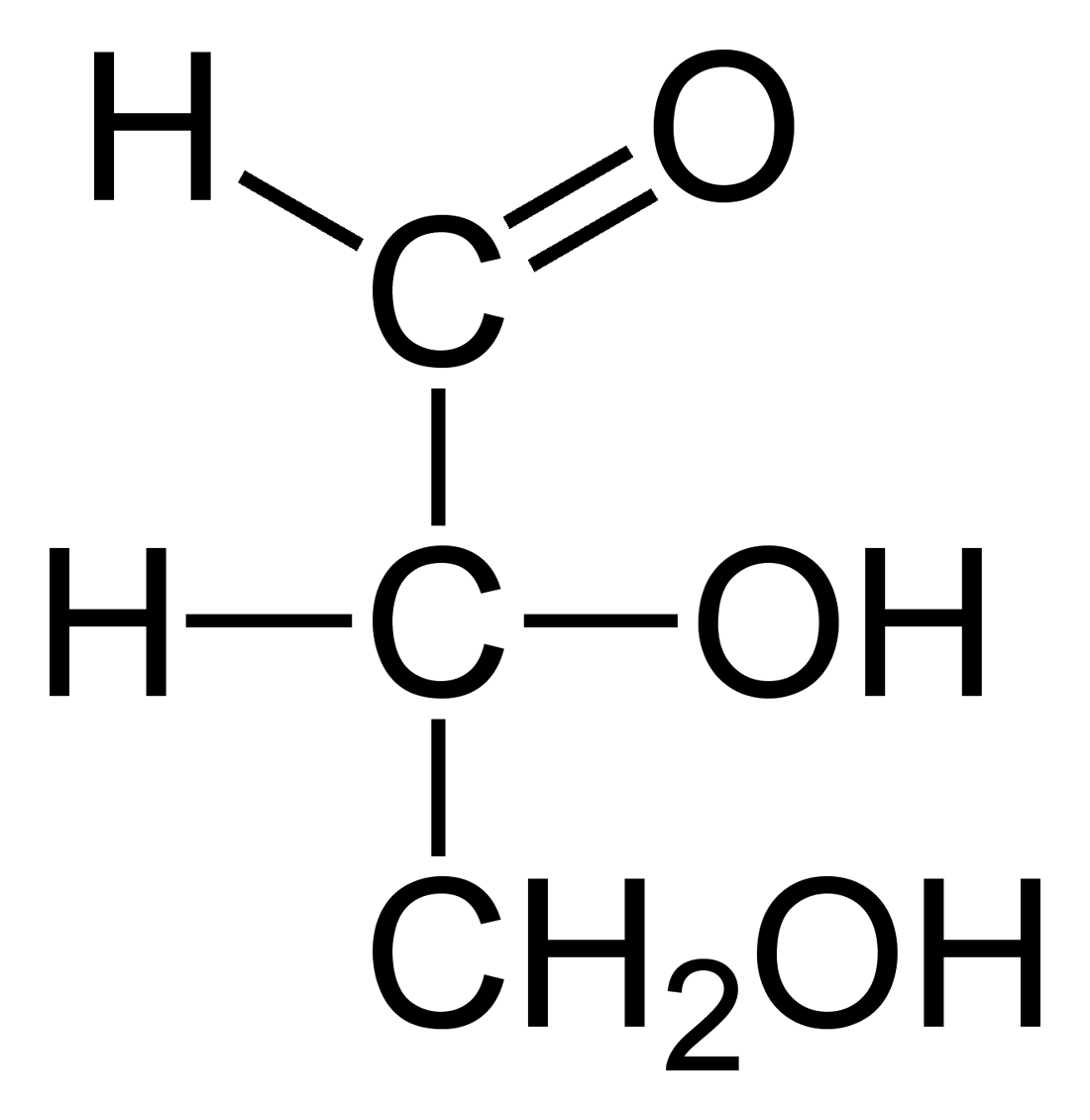
D-甘油醛的费歇尔投影

费歇尔投影式（Fischer projection）由赫尔曼·埃米尔·费歇尔于1891年提出，是表示单糖链形结构、氨基酸等有机化合物结构的一种常用方法。该投影式为平面结构，所有键呈竖直或水平排列，碳链纵向排列。碳原子编号从靠近羰基的一端开始。C1在最上端。羰基（-C=O-）位于上端，横线代表键伸出纸面，竖线代表键伸进纸面。
费歇尔投影表示L- 与 D- 型分子有所不同. D糖的倒数第二个碳原子所连的氢原子在左侧，羟基在右侧。L糖的倒数第二个碳原子所连的氢原子在右侧，羟基在左侧。

一个费歇尔投影的产生过程

在费歇尔投影中，所有水平的键都是朝向观察者的，所有垂直的键都是背离观察者的。因此费歇尔投影在纸面上不能旋转90°或270°，否则将变成对映异构体。
书写费歇尔投影式时，可以将所有的碳原子省略，如右方的D-葡萄糖投影式；也可将手性碳上的氢省去；或将氢、羟基及碳氢键都省去；再或，用△代表醛基，用〇代表羟甲基。费歇尔投影式不可以旋转(2n+1)×90°，这样得到的会是原化合物的对映异构体。根据IUPAC的规则，所有氢原子应当明示画出来，特别是在碳链末端的。
判断两个费歇尔投影式是否表示同一构型　有以下方法：
1. 若将其中一个费歇尔投影式在纸平面上旋转180°后，得到的投影式和另一投影式相同，则这两个投影式表示同一构型。
2. 若将其中一个费歇尔投影式在纸平面上旋转90°（顺时针或逆时针旋转均可）后，得到的投影式和另一投影式相同，则这两个投影式表示两种不同构型，二者是一对对映体。
3. 若将其中一个费歇尔投影式的手性碳原子上的任意两个原子或基团交换偶数次后，得到的投影式和另一投影式相同，则这两个投影式表示同一构型。若将其中一个费歇尔投影式的手性碳原子上的任意两个原子或基团交换奇数次后，得到的投影式和另一投影式相同，则这两个投影式表示两种不同构型，二者是一对对映体。
4. 在投影式中，固定任一基团不动，其余三个基团按顺时针或逆时针顺序依次交换位置，其构型不变。

费歇尔投影式体现化合物的立体化学性质，可以有效地区分手性异构体。Cieplak和Wisniewski所发展的用电脑判别化合物手性的方法即是以费歇尔投影式为基础。
糖类的环形结构可用哈沃斯透视式（Haworth投影式）来表示。在转化费歇尔投影式为哈沃斯透视式时，以葡萄糖为例，先将5号碳的三个基团按顺时针方向旋转至羟基处于竖直方向，然后醛基与5号碳的羟基形成半缩醛产生α-和β-两种吡喃葡萄糖异构体，画出平面上下的基团，再旋转即可。

## 用途
费歇尔投影在生物化学与有机化学中常用于表示单糖。也可用于表示氨基酸等有机分子。由于费歇尔投影描述了分子的立体结构，非常适合表示手性分子的对映异构体。
|  |  |